# Lathecla latagus
Lathecla latagus is een vlinder uit de familie van de Lycaenidae. De wetenschappelijke naam van de soort werd als Thecla latagus in 1887 gepubliceerd door Godman & Salvin.

## Synoniemen
- Thecla epopeoides Schaus, 1902
- Thecla mimula Draudt, 1920